# Păltiniș, Harghita

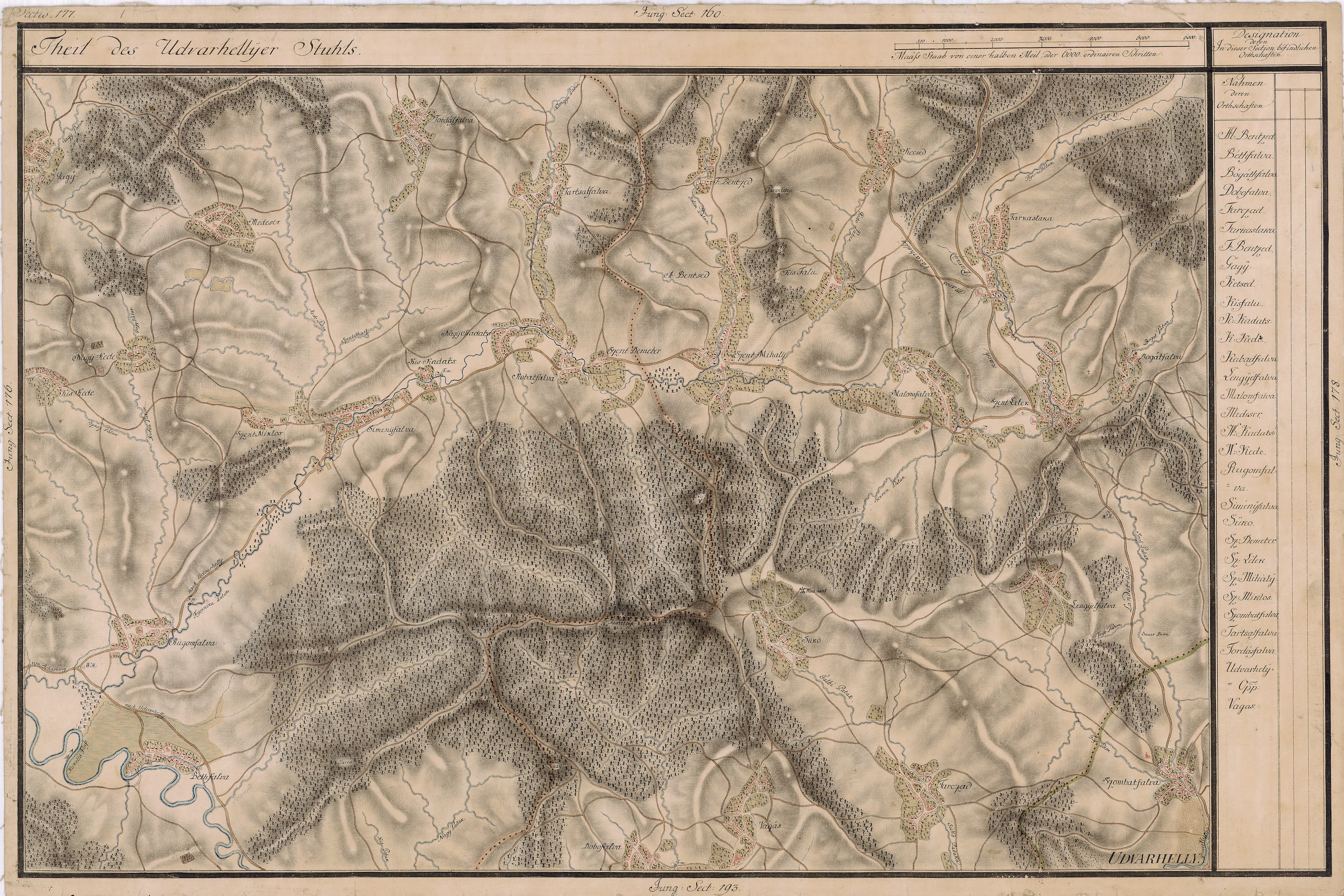
Păltiniș în Harta Iosefină a Transilvaniei, 1769-73

Păltiniș (maghiară Kecsed) este un sat în comuna Lupeni din județul Harghita, Transilvania, România.

## Vezi și
- Biserica reformată din Păltiniș

## Imagini

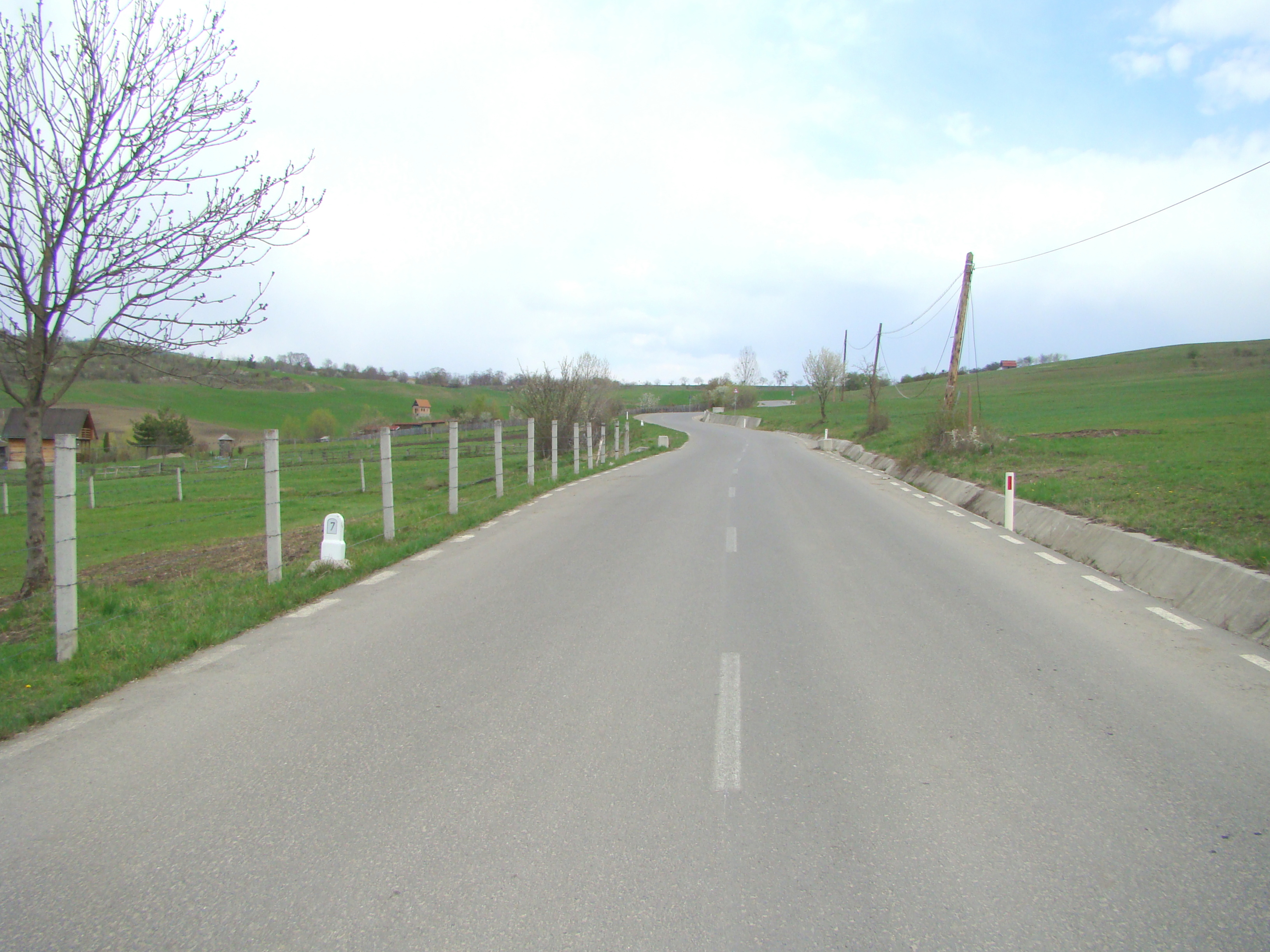
Drumul Lupeni-Păltiniș
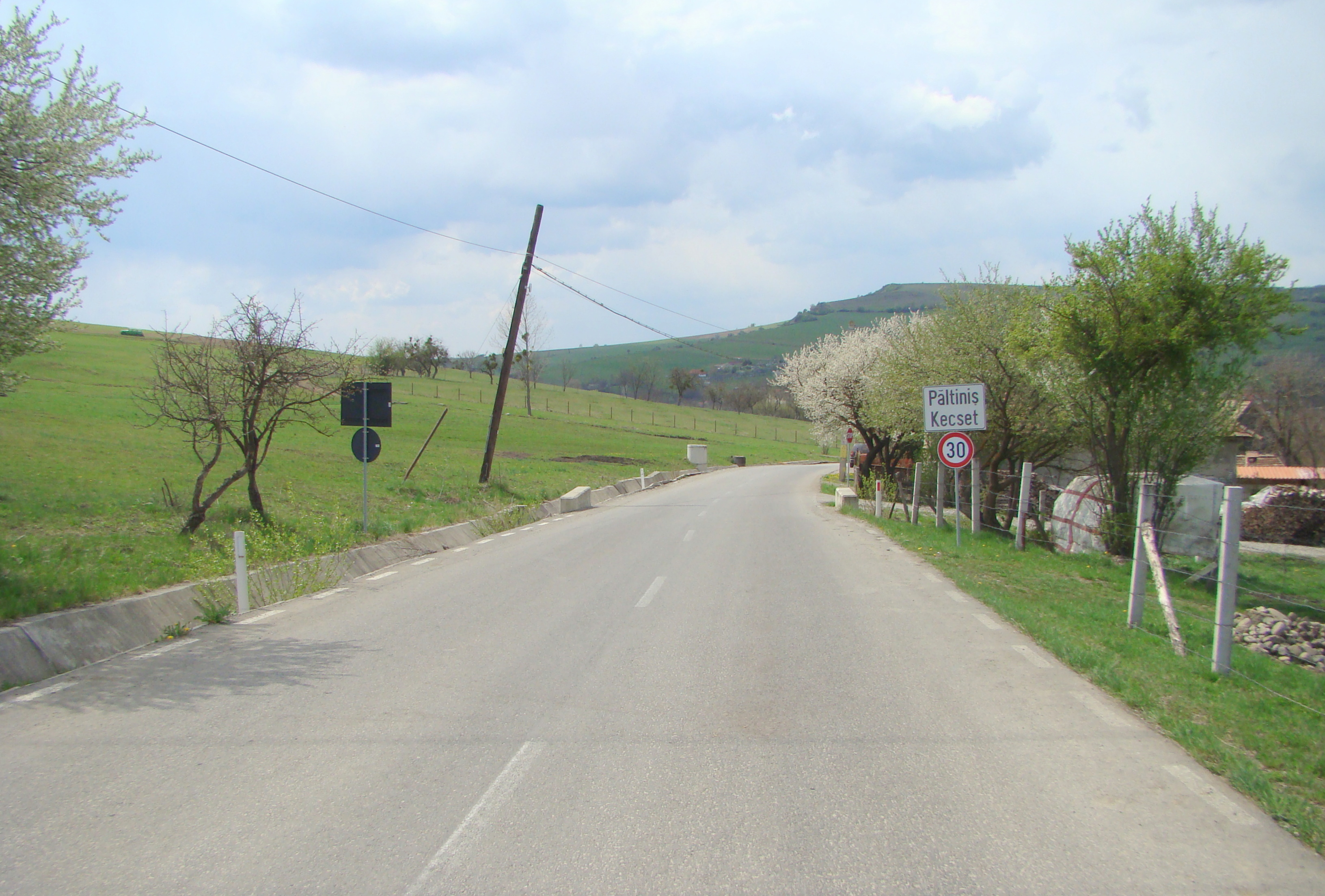
Intrarea în localitate
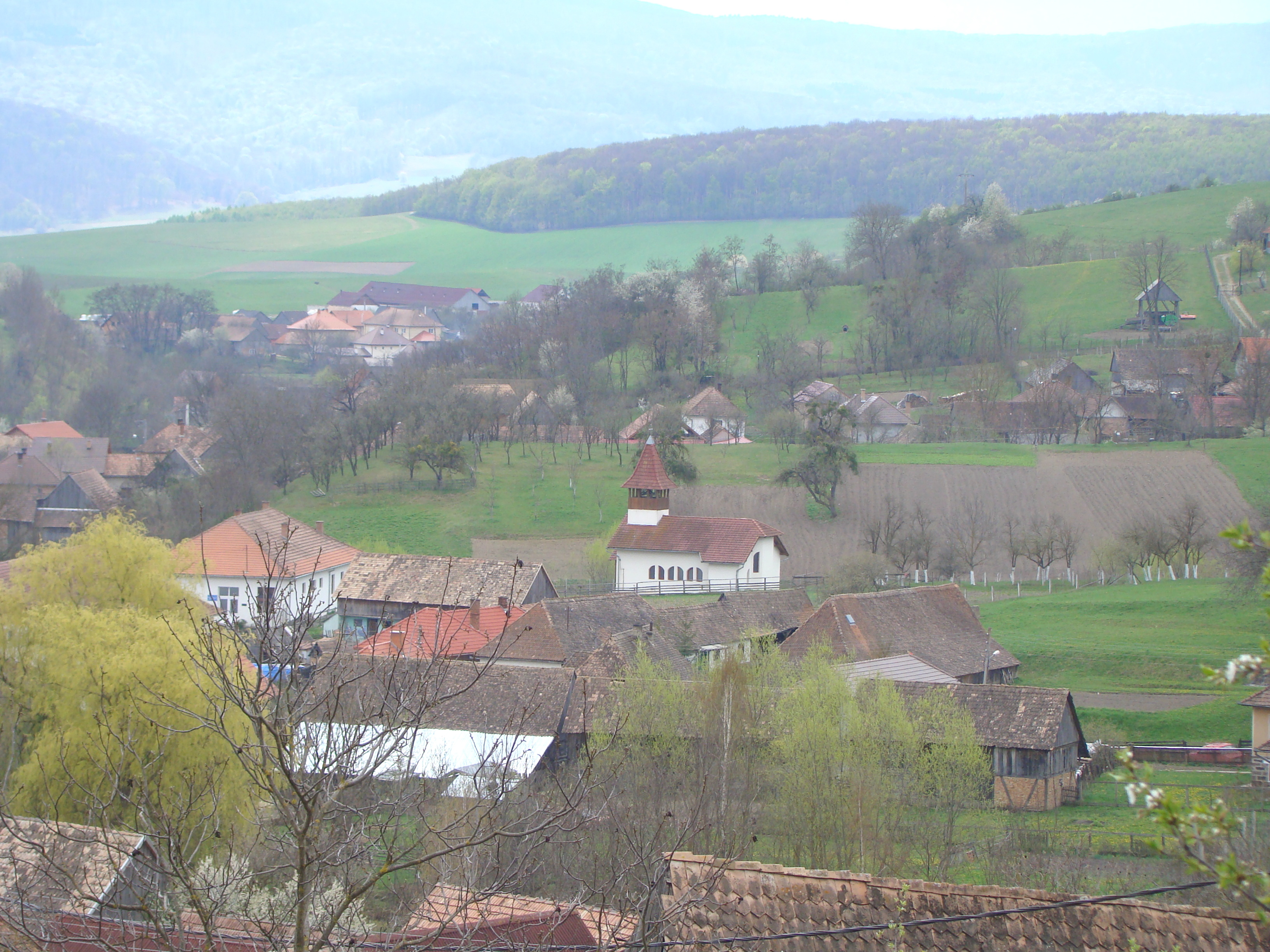
Vedere panoramică cu biserica romano-catolică în partea centrală
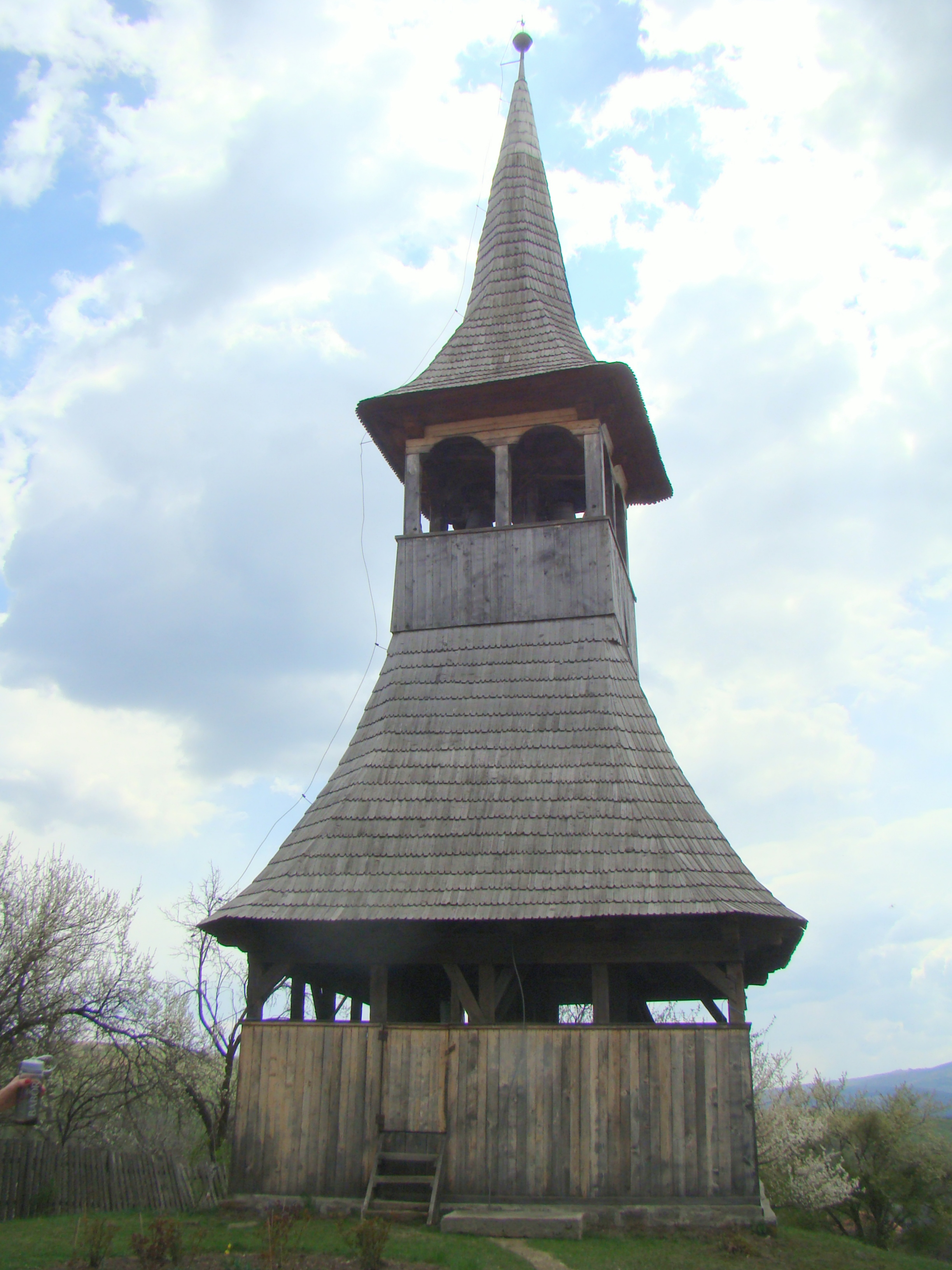
Clopotnița de lemn a bisericii reformate (monument istoric)
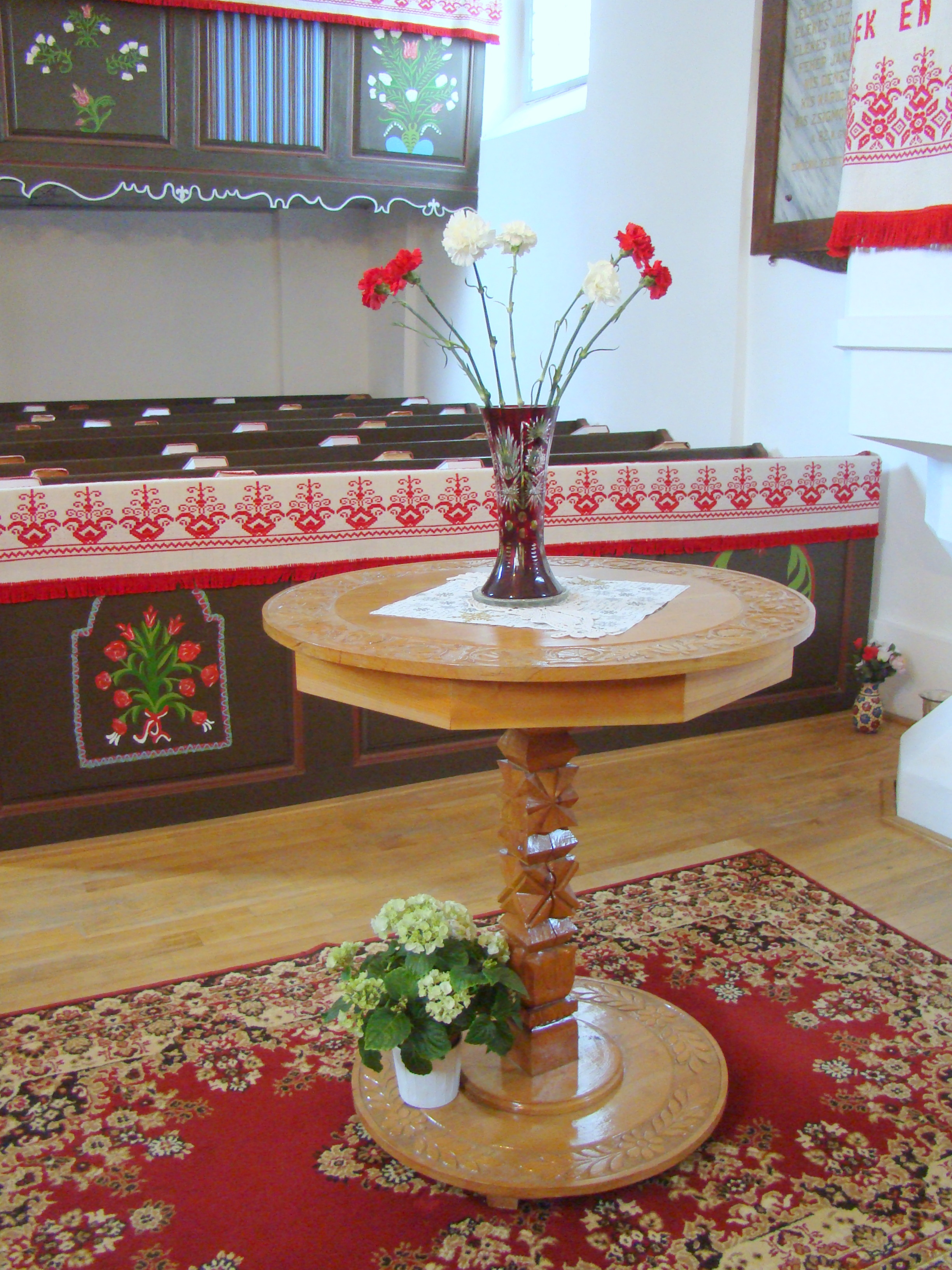
Biserica reformată (Masa Domnului)
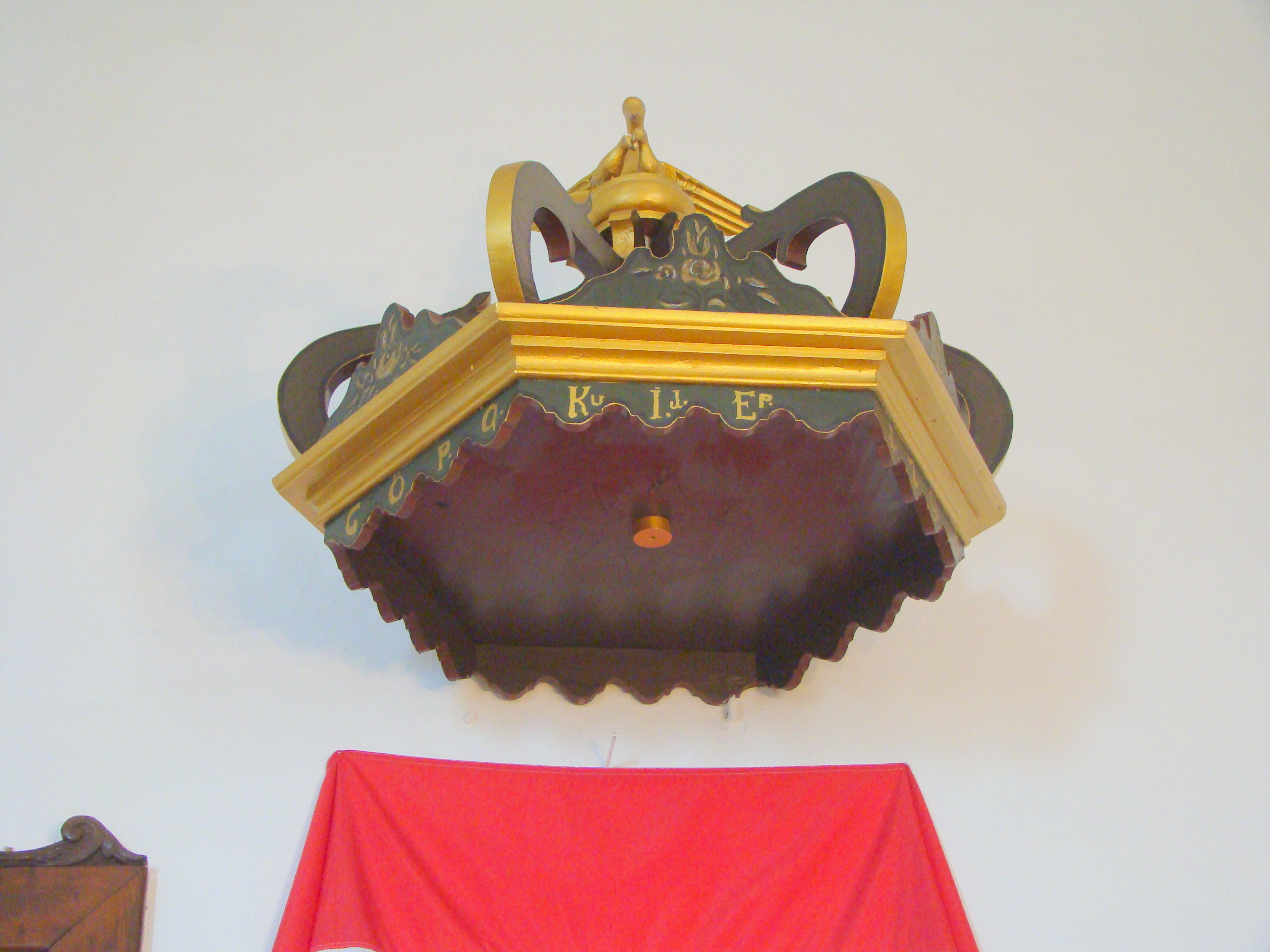
Biserica reformată (Coroana amvonului)

 Acest articol despre o localitate din județul Harghita este deocamdată un ciot. Puteți ajuta Wikipedia prin completarea lui.